# 白腹棕尾蜂鸟
，是雨燕目蜂鸟科的一种鸟类。
白腹棕尾蜂鸟体重约6.79克，翼长约63.9毫米，嘴峰长约26.7毫米，喙宽度约2.5毫米，喙厚度约2.6毫米，跗蹠长约4.4毫米，尾长约40.7毫米。白腹棕尾蜂鸟在其分布区内为留鸟，其栖息在密集的高大树木组成的森林中，食性为草食性，主要食物来源是植物的花蜜。

## 亚种
- ：分布于巴拿马中部至哥伦比亚西北部的太平洋沿岸地区。
- ：分布于哥伦比亚中北部马格达莱纳河谷和委内瑞拉西北部。
- ：分布于哥伦比亚北部圣玛尔塔内华达山脉和委内瑞拉北部。
- ：分布于哥伦比亚安第斯山脉东部。
- ：分布于厄瓜多尔西南部亚热带地区和秘鲁西北部。[4]